# Allen Funt
Allen Funt est un producteur, réalisateur, acteur, scénariste et monteur américain né le 16 septembre 1914 à New York, (États-Unis) et mort le 5 septembre 1999 à Pebble Beach (Californie). Il est surtout connu comme créateur de la première émission télévisée de caméra cachée Candid Camera (en).

## Biographie
Le 3 février 1969, Funt, sa femme et ses deux plus jeunes enfants ont pris le vol 7 d'Eastern Airlines à Newark, dans le New Jersey, à destination de Miami, en Floride. En cours de route, deux hommes détournent l'avion et demandent à se rendre à Cuba. Cependant, certains passagers, ayant aperçu Allen Funt, croient qu'il s'agit d'une caméra cachée. Allen Funt tente à plusieurs reprises de persuader ses compagnons de voyage de la réalité du détournement en vain. L'avion atterrit à Cuba, ce qui finit par convaincre les passagers. Funt et les autres passagers sont libérés après 11 heures de captivité.

## Filmographie

### Comme producteur
- 1948 : Candid Camera (en) (série TV)
- 1953 : Candid Camera (en) (série TV)
- 1960 : Candid Camera (en) (série TV)
- 1970 : Que diriez-vous à une femme nue? (en) (What Do You Say to a Naked Lady?)
- 1972 : Money Talks
- 1985 : Candid Candid Camera Volume 4 (vidéo)
- 1985 : Candid Candid Camera Volume 3 (vidéo)
- 1986 : Candid Candid Camera Volume 5 (vidéo)

### Comme réalisateur
- 1948 : Candid Camera (en) (série TV)
- 1970 : Que diriez-vous à une femme nue? (en) (What Do You Say to a Naked Lady?)
- 1972 : Money Talks
- 1985 : Candid Candid Camera Volume 4 (vidéo)
- 1985 : Candid Candid Camera Volume 3 (vidéo)
- 1986 : Candid Candid Camera Volume 5 (vidéo)
- 1987 : Candid Candid Camera Volume 6 (vidéo)

### comme acteur
- 1948 : Candid Camera (en) (série TV) : Host
- 1953 : Candid Camera (en) (série TV) : Host
- 1960 : Candid Camera (en) (série TV) : Host

### Comme scénariste
- 1970 : Que diriez-vous à une femme nue? (en) (What Do You Say to a Naked Lady?)
- 2005 : Candid Camera: 5 Decades of Smiles (vidéo)

### Comme monteur
- 1948 : Candid Camera (en) (série TV)